# Force India VJM01
Chronologie des modèles (2008)
Force India VJM02
La Force India VJM01 est la monoplace de Formule 1 engagée par l'écurie indienne Force India dans le cadre du championnat du monde de Formule 1 2008. Elle est pilotée par l'Allemand Adrian Sutil et l'Italien Giancarlo Fisichella et le pilote d'essais est l'Italien Vitantonio Liuzzi.

## Historique
À la suite de l'acquisition de l'équipe néerlandaise Spyker F1 Team par Vijay Mallya, l'équipe est rebaptisée Force India et la VJM01 n'est en réalité qu'une Spyker F8-VIIB sur laquelle ont tout de même été apporté quelques modifications. Elle a été présentée le 25 février 2008.
Les résultats en course de la VJM01 sont modestes, la meilleure place obtenue étant une 10e position décrochée par Fisichella lors du Grand Prix d'Espagne. L'unique course où l'écurie aurait pu marquer des points est le Grand Prix de Monaco où Sutil, dans son dernier tour, occupait la 4e place avant d'être contraint à l'abandon après avoir été accroché par Kimi Räikkönen. À l'issue du championnat, l'écurie termine 10e avec aucun point.

## Résultats en championnat du monde de Formule 1
| Saison | Écurie              | Moteur     | Pneus       | Pilotes              | Courses | Courses | Courses | Courses | Courses | Courses | Courses | Courses | Courses | Courses | Courses | Courses | Courses | Courses | Courses | Courses | Courses | Courses | Points inscrits | Classement |
| Saison | Écurie              | Moteur     | Pneus       | Pilotes              | 1       | 2       | 3       | 4       | 5       | 6       | 7       | 8       | 9       | 10      | 11      | 12      | 13      | 14      | 15      | 16      | 17      | 18      | Points inscrits | Classement |
| ------ | ------------------- | ---------- | ----------- | -------------------- | ------- | ------- | ------- | ------- | ------- | ------- | ------- | ------- | ------- | ------- | ------- | ------- | ------- | ------- | ------- | ------- | ------- | ------- | --------------- | ---------- |
| 2008   | Force India F1 Team | Ferrari V8 | Bridgestone |                      | AUS     | MAL     | BAH     | ESP     | TUR     | MON     | CAN     | FRA     | GBR     | ALL     | HON     | EUR     | BEL     | ITA     | SIN     | JAP     | CHI     | BRÉ     | 0               | 10e        |
| 2008   | Force India F1 Team | Ferrari V8 | Bridgestone | Adrian Sutil         | Abd     | Abd     | 19e     | Abd     | 16e     | Abd     | Abd     | 19e     | Abd     | 16e     | Abd     | Abd     | 13e     | 19e     | Abd     | Abd     | Abd     | 16e     | 0               | 10e        |
| 2008   | Force India F1 Team | Ferrari V8 | Bridgestone | Giancarlo Fisichella | Abd     | 12e     | 12e     | 10e     | Abd     | Abd     | Abd     | 18e     | Abd     | 14e     | 15e     | 14e     | 17e     | Abd     | 14e     | Abd     | 17e     | 18e     | 0               | 10e        |

Légende : ici 